# Lophoptera phaeoxista
Lophoptera phaeoxista là một loài bướm đêm trong họ Noctuidae.